# Pavol Cicman
Pavol Cicman (* 30. ledna 1985 v Prešově) je slovenský fotbalový obránce či záložník, od ledna 2016 bez angažmá. Mimo Slovensko působil v Polsku a ČR.

## Klubová kariéra
Cicman začínal s fotbalem v Prešově, odkud hostoval postupně v MFK Stará Ľubovňa, HFC Humenné a MFK Dolný Kubín.
V letech 2011–2014 působil v polském klubu Piast Gliwice.
V prvoligovém Piastu skončil v létě 2014, nedohodl se na prodloužení smlouvy. V říjnu 2014 zamířil do druholigového polského klubu Siarka Tarnobrzeg, kde odehrál 9 zápasů v polské druhé lize a dal jeden gól.
V lednu 2015 přestoupil do Bohemians Praha 1905. V 1. české lize debutoval 28. února 2015 proti FK Baumit Jablonec (pporážka 0:3), odehrál 10 minut zápasu. V české nejvyšší lize si připsal dva starty (gól nevstřelil) a v červnu 2015 v týmu předčasně skončil. Od září do prosince 2015 poté působil v FK Senica.